# Pterolophia kilimandjaroensis
Pterolophia kilimandjaroensis là một loài bọ cánh cứng trong họ Cerambycidae.